# 小行星6235
小行星6235（6235 Burney）是一颗绕太阳运转的小行星，为主小行星带小行星。该小行星于1987年11月14日发现。其名称“伯尼”是为了纪念冥王星的命名人威妮夏·伯尼。

## 轨道参数
小行星6235的轨道半长轴为2.2420840 UA，离心率为0.142。
1. ↑  . NASA.   [2015-07-17]. （原始内容存档于2012-04-07）.